# 국악가요
국악가요(영어: Korean modern folk song)는 대한민국의 음악 장르로 국악의 장단이나 가락을 바탕으로 쉽게 부를 수 있도록 만든 민요풍의 창작가요이다. 1930년대 일제강점기 신민요에서 출발하여, 1970년대 국악과 대중가요, 민중가요가 만나 국악가요로 변화했으며, 현재의 퓨전국악의 모채가 되었다.
전통 음악의 대중화는 국악가요나 국악 동요라는 새로운 장르의 개척으로도 이어졌다. 국악가요나 국악 동요는 현대적 장르에 전통 음악의 언어를 도입하려는 시도라고 할 수 있다.
국악과 다른 음악 장르나 예술 장르를 혼합하여 새로운 형태로 창조하는 '크로스오버 국악'으로 발전하고 있다.
대표적인 국악가요 가수로 김세레나, 장사익, 박애리, 전명신, 박찬범, 조은혜, 송소희, 송가인, 권미희, 김산하 등이 있다.